# Oscar Swartz

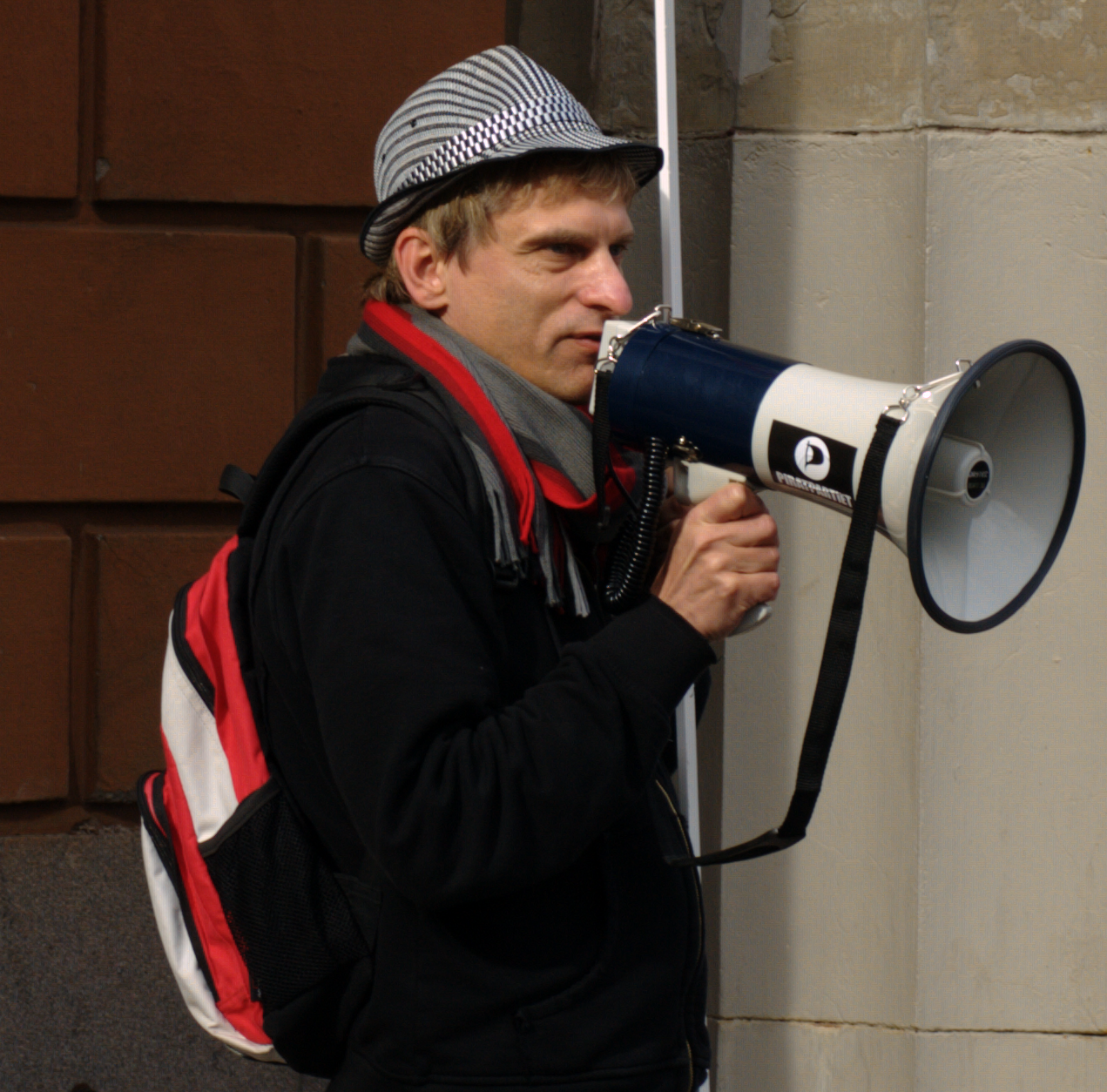
Oscar Swartz tijdens een protest tegen de FRA-wet in Stockholm, 2008.

Per Oscar Swartz (Solna, 1 december 1959) is een Zweeds entrepreneur, schrijver en blogger.
Oscar Swartz werd geboren in Solna, Stockholms län. Hij is de achterkleinzoon van voormalig minister-president Carl Swartz. Hij heeft een doctoraat in economie van de Handelshogeschool van Stockholm. In 1994 richtte hij Bahnhof op, de eerste onafhankelijke internetprovider van Zweden. Na interne geschillen verliet hij het bedrijf in 2004.
Sinds 2005 heeft hij een blog genaamd Texplorer, waarin hij over kwesties praat zoals de informatietechnologie, vrijheid en integriteit op het internet, bestandsdeling en intellectueel eigendom. Hij heeft over deze kwesties twee verslagen geschreven, die zijn gepubliceerd door de Zweedse denktank Timbro. Daarnaast is hij lid van de Zweedse Piratenpartij.
Swartz is openlijk homoseksueel. In 1995 richtte hij het magazine "QX" op, dat vandaag de dag het grootste magazine is voor lhbt'ers in Scandinavië.